# Izydor z Samtawisi
Izydor z Samtawisi (zm. VI w.) – święty mnich chrześcijański.
Według hagiografii pochodził z Syrii. W młodości dołączył do klasztoru założonego przez mnicha Jana i razem z nim opuścił pustynię w Syrii jako jeden z dwunastu wybranych uczniów. Razem z innymi mnichami z wspólnoty kierowanej przez Jana żył następnie na górze Zaden (późniejsza Zedazeni), uznawany przez miejscową ludność za świętego ascetę i cudotwórcę. Następnie na polecenie Jana opuścił górę, by razem z mnichami Dawidem, Szio, Pirosem, Michałem i Tadeuszem udał się do Kartlii, gdzie działał już inny uczeń Jana, biskup Ise z Cilkani.
Hagiografia prawosławna nazywa go "ogrodem dobroczynności". W Kartii prowadził działalność misyjną, założył również monaster w Samtawisi, gdzie żył do swojej śmierci.